# Великобірківський деканат УГКЦ
Великобірківський деканат Тернопільсько-Зборівської архієпархії УГКЦ — релігійна структура УГКЦ, що діє на території Тернопільської області України.

## Історія
Великобірківський деканат (протопресвітеріат) утворений ?.

## Декани
Декан Великобірківський — о. Василь Брегін.

## Парафії деканату
| Парафії                                                        | Населені пункти                          |
| -------------------------------------------------------------- | ---------------------------------------- |
| Покрови Пресвятої Богородиці                                   | с. Ангелівка                             |
| Різдва Івана Хрестителя                                        | с. Баворів                               |
| Святої Параскеви Терновської                                   | с. Байківці                              |
| Преображення Господнього                                       | с. Байківці (Гаї Чумакові)               |
| Пресвятої Трійці                                               | с. Байківці (мікрорайон Гаї Ходорівські) |
| Пресвятої Євхаристії                                           | с. Байківці (Русанівка)                  |
| Христа Чоловіколюбця                                           | с. Білоскірка                            |
| Святої Параскеви П'ятниці                                      | смт Великі Бірки                         |
| Церква Святих верховних апостолів Петра і Павла (Великі Бірки) | смт Великі Бірки                         |
| Непорочного Зачаття Пресвятої Богородиці                       | с. Гаї-Гречинські                        |
| Покрови Пресвятої Богородиці                                   | с. Грабовець                             |
| Преображення Господнього                                       | с. Дичків                                |
| Святого архістратига Михаїла                                   | с. Дубівці                               |
| Різдва Пречистої Діви Марії                                    | с. Застав'є                              |
| Святої Параскеви Сербської                                     | с. Застінка                              |
| Святого Миколая                                                | с. Козівка                               |
| Пресвятої Трійці                                               | с. Костянтинівка                         |
| Покрови Пресвятої Богородиці                                   | с. Красівка                              |
| Святого архістратига Михаїла                                   | с. Курники                               |
| Святих верховних апостолів Петра і Павла                       | с. Лозова                                |
| Святого архістратига Михаїла                                   | с. Малий Ходачків                        |
| Святого Миколая                                                | с. Романівка                             |
| Різдва Пресвятої Богородиці                                    | с. Смиківці                              |
| Блаженного Миколая Чарнецького                                 | с. Смиківці                              |
| Пресвятої Трійці                                               | с. Соборне                               |
| Покрови Пресвятої Богородиці                                   | с. Сороцьке                              |
| Різдва Пресвятої Богородиці                                    | с. Стегниківці                           |
| Різдва Пресвятої Богородиці                                    | с. Ступки                                |
| Святого Юрія Побідоносця                                       | с. Товстолуг                             |
| Покрови Пресвятої Богородиці                                   | с. Чернелів-Руський                      |
| Пресвятої Трійці                                               | с. Шляхтинці                             |